# 쇼타 초치슈빌리
쇼타 삼소니스 제 초치슈빌리(조지아어: შოთა სამსონის ძე ჩოჩიშვილი, 러시아어: Шо́та Самсо́нович Чочишви́ли 쇼타 삼소노비치 초치시빌리[*], 1950년 7월 10일~2009년 8월 27일)는 소련의 유도 선수, 조지아의 유도 지도자이다. 소련 국가대표 선수로 활약했으며, 1972년 하계 올림픽에서 금메달, 1976년 하계 올림픽에서 동메달을 획득했다.

## 유도 경력
삼보와 유도를 병행하며 활동했으며, 1972년에 처음으로 소련 국가대표 선수가 되었다. 그 해에 뮌헨에서 열린 1972년 하계 올림픽에 참가하여 금메달을 획득했다. 1976년 몬트리올에서 열린 1976년 하계 올림픽에서는 동메달을 획득했다.

## 신일본 프로레슬링 (1989년)
1989년 초치슈빌리는 잠시 신일본 프로레슬링에 나갔다.  4월 24일 그는 안토니오 이노키를 상대로 종합격투기에 나가 그를 녹아웃에 의하여 꺾고, 이노키의 WWF 세계 무술 헤비급 챔피언십을 우승하였다.  5월 25일 이노키가 항복에 의하여 이긴 5월 25일에 열린 이노키를 상대로 또다른 종합격투기 타이틀을 유지하였다.  그는 1989년 새해의 전날 모스크바에서 열린 신일본 프로레슬링 이벤트에 관련되었다.  태그 팀 매치에서 초치슈빌리는 전 올림픽 레슬링 선수 사이토 마사와 브래드 레인건즈를 꺾었다.
그는 전임적인 프로레슬링 선수가 되는 데 최후적으로 따르지 않고, 이 카드와 함께 신일본 프로레슬링을 떠났다.

## 개인 생활
은퇴 후, 초치슈빌리는 유도 코치로 일하였으며 또한 조지아 국가 올림픽 위원회와 조지아 유도 연맹의 부의장을 지내기도 하였다. 그의 아들 라마즈는 국제적 유도 선수가 되어 우크라이나를 대표하여 나갔다.  2003년 초치슈빌리는 심장 수술을 받고, 암과 함께 진단되었다.  2004년부터 2008년까지 그는 화학요법을 받았으나, 2009년 59세의 나이에 백혈병으로 사망하였다.